# Ipomoea ampullacea
Ipomoea ampullacea är en vindeväxtart som beskrevs av Merritt Lyndon Fernald. Ipomoea ampullacea ingår i släktet praktvindor, och familjen vindeväxter. Inga underarter finns listade i Catalogue of Life.